# Wanyao Shuiku
Wanyao Shuiku (kinesiska: 碗窑水库) är en reservoar i Kina. Den ligger i provinsen Zhejiang, i den östra delen av landet, omkring 230 kilometer sydväst om provinshuvudstaden Hangzhou. Wanyao Shuiku ligger 179 meter över havet. Arean är 2,2 kvadratkilometer. I omgivningarna runt Wanyao Shuiku växer i huvudsak blandskog. Den sträcker sig 5,0 kilometer i nord-sydlig riktning, och 1,9 kilometer i öst-västlig riktning.
Genomsnittlig årsnederbörd är 2 542 millimeter. Den regnigaste månaden är juni, med i genomsnitt 518 mm nederbörd, och den torraste är oktober, med 41 mm nederbörd.